# Рами Абду
Рами Абду, или Рами Абдо (на арабски: رامي عبده),  е палестински финансов експерт, асистент по право и финанси и защитник на човешките права, роден в Ивицата Газа. Той е основател и председател на Евро-средиземноморския мониторинг на човешките права, основан през 2011 г.
Рами Абду е политически анализатор в Al-Shabaka, палестинска политическа мрежа.

## Обучение
Рами Абду притежава докторска степен и магистърска степен по право и финанси от Манчестърския Метрополитен университет и магистърска степен по бизнес администрация по финанси от Университета на Йордания. Преди да служи като председател на Евро-средиземноморския мониторинг на правата на човека, Абду е работил като координатор на проекти и инвестиции за Световната банка и други международно финансирани проекти, насочени към икономическата и хуманитарна криза в палестинските територии.